# Die Jakobsleiter
Die Jakobsleiter (in italiano La scala di Giacobbe) è un'opera composta da Arnold Schönberg tra il giugno ed il settembre 1917. La prima esecuzione ha avuto luogo presso la Wiener Konzerthaus il 16 giugno 1961.

## Genesi
Già in una lettera del 1912 indirizzata al poeta Richard Dehmel si trovano i primi riferimenti a questo oratorio. In questa lettera, il compositore scrive: "oratorio il cui contenuto dovrebbe essere: come l'uomo di oggi, che è passato attraverso il materialismo, il socialismo, l'anarchia, che è stato ateo, ma in cui tuttavia è rimasta una piccola traccia dell'antica fede (sotto forma di superstizione), come quest'uomo moderno affronti Dio (vedi anche Giacobbe lotta di Strindberg) e alla fine arrivi a trovarlo e a credere."
Il testo fu scritto da Schönberg stesso, testo che fu pubblicato dalla Universal Edition di Vienna nel 1917.

## Storia della composizione
La composizione musicale non fu mai portata a compimento, al pari del Moses und Aron. Dopo la morte del compositore la Universal Edition affidò al suo allievo Winfried Zillig il compito di mettere in partitura quanto scritto dal maestro al fine della pubblicazione dell'opera.